# Museu de Ciência e Técnica da Escola de Minas
O Museu de Ciência e Técnica da Escola de Minas localiza-se na cidade de Ouro Preto, Estado de Minas Gerais, no Brasil.
Instalado no antigo Palácio dos Governadores, erguido em 1741 por Manuel Francisco Lisboa, pai de Aleijadinho, reúne cerca de 20 mil amostras de rochas e minerais de todo o mundo, com destaque para uma sala que reproduz o interior de uma mina de ouro.
As coleções estão dividas em setores: Mineralogia, História Natural, Mineração, Metalurgia, Física, Astronomia, Topografia, Desenho e Biblioteca de Obras Raras, com 23.000 volumes.
Cada setor tem dias específicos para a abertura ao público.
Pertence à Universidade Federal de Ouro Preto.